# Бекуит, Тамара
Тама́ра Бекуи́т (англ. Tamara Beckwith; 17 апреля 1970) — английская бизнесвумен и галерист.

## Биография
Тамара Бекуит родилась 17 апреля 1970 года в семье застройщика Питера Бекуита. У Тамары есть сестра — актриса Клэр Бекуит. Бекуит выросла в юго-западном пригороде Лондона Кю, в котором она обучалась в средней школе Куинс до того, как переехать в Уимблдон в начале 1980-х годов. Она обучалась в «The Cheltenham Ladies' College» до того, как перейти в «MPW», из которого она в итоге ушла из-за беременности.

## Карьера
Тамара появлялась в качестве гостя в таких телепередачах как «Shooting Stars», «Loose Women», «Celebrities Under Pressure», «The Big Breakfast», «Trigger Happy TV», «I'm Famous and Frightened!», «So You Want To Be A Teacher» и «Dancing on Ice». Бекуит была ведущей на телеканалах «MTV UK» и «VH1». Она регулярно появлялась в качестве репортёра в телевизионных программах «This Morning» и «Watchdog».
Тамара поддерживает кампанию «Sense», которая помогает слепоглухим людям. 

## Личная жизнь
Тамара встречалась с Уильямом Герхаузером, сыном финансового директора «Playboy» Билла Герхаузера. У бывшей пары есть дочь — Анушка Поппи Пёрл Герхаузер (род. 1987), которая в настоящее время проживает и работает фотографом в Париже

.
С 27 августа 2007 года Тамара замужем за предпринимателем-миллионером в области строительства Джорджио Верани, с которым она встречалась 12 лет до их свадьбы. У супругов есть двое детей — дочь Вайолет Анджеолина Роуз Верони (род. 28.01.2009) и сын Веро Верани (род. 26.10.2014).